# Paul Wendland

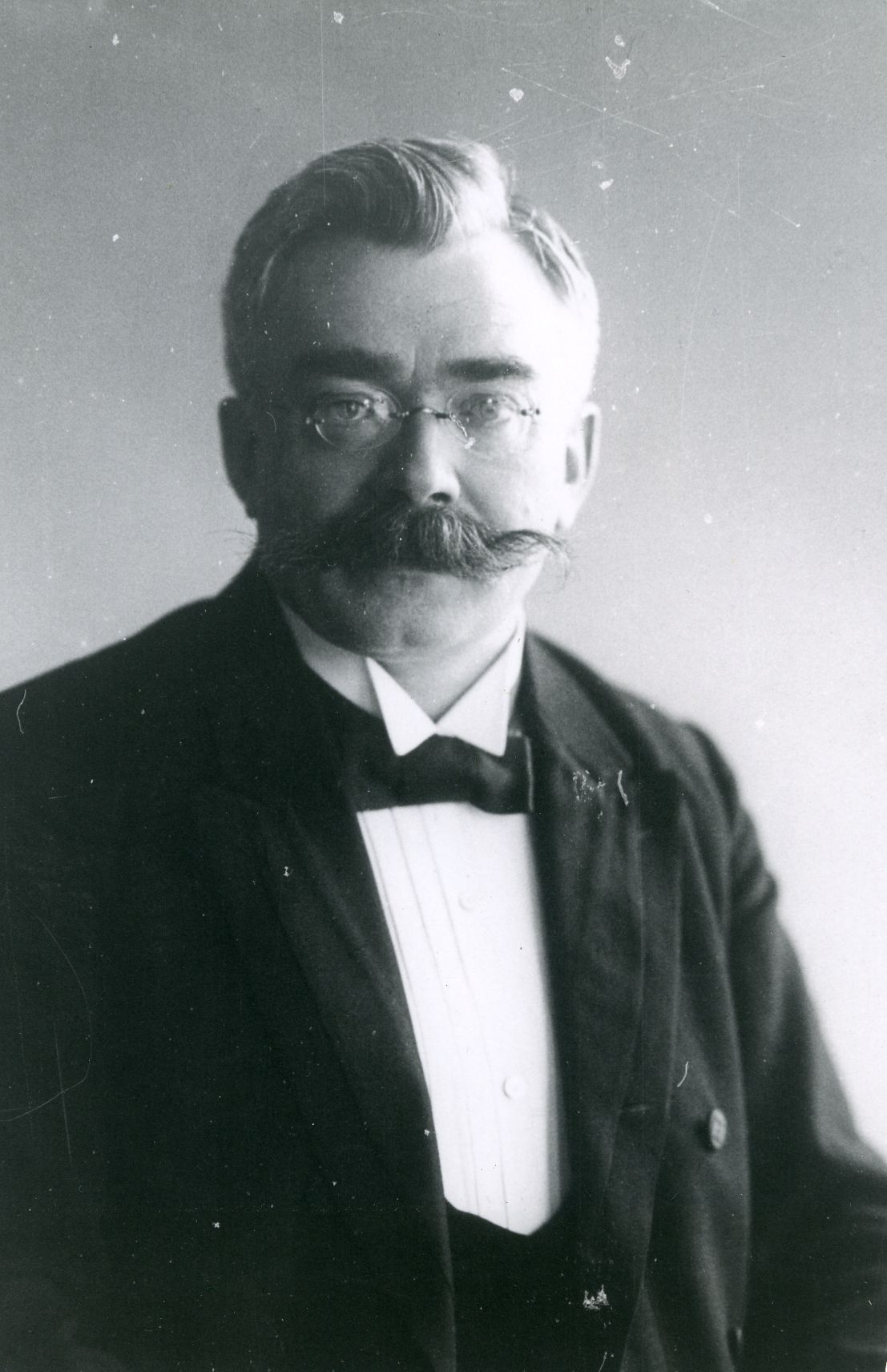
Paul Wendland

Paul Wendland (Hohenstein, 17 augustus 1864 - Göttingen, 10 september 1915) was een Duits classicus, die zich met name met Philo van Alexandrië en de culturele aspecten van het Hellenisme heeft beziggehouden.

## Leven
In 1877 verhuisde de familie van Johann Theodor Paul Wendland naar Berlijn, alwaar hij het Gymnasium bezocht en vervolgens drie semesters aan de universiteit colleges klassieke talen volgde bij Johannes Vahlen en Adolf Kirchhoff. Daarna liep hij 2 jaar college in Bonn, bij Herrmann Usener, Franz Bücheler en Herrmann Diels. Hier behaalde hij de eerste prijs met een inzending over Cicero's Pro Cluentio. Bij Diels promoveerde hij in 1886 op Musonius Rufus. In 1887 behaalde hij weer een eerste prijs, ditmaal bij een prijsvraag met als onderwerp Philo's De Opifico Mundi.
Na zijn studie was hij tot 1902 leraar. Vervolgens doceerde hij aan de universiteit van Kiel tot 1906, daarna drie jaar aan de universiteit van Breslau, en vervolgens tot aan zijn vroege dood in Göttingen.

## Werk
Wendlands bekendste werk is de Die hellenistisch-römische Kultur in ihren Beziehungen zu Judentum und Christentum. Hij geeft hierin een weergaloos panorama van de geestelijke ontwikkelingen binnen het Hellenisme. Hij schetst deze ontwikkelingen over de gehele breedte van de gehelleniseerde wereld, waar het Romeinse Rijk onderdeel van is. Het gaat dan om aspecten als toenemende individualisering en kosmopolitisering en de spirituele/regligieuze beleving van de mensen in de wereld na de dood van Alexander de Grote. Hierbij komen onderwerpen aan de orde als de opkomst van de filosofische diatribe (waarmee de filosofie een wijdere verspreiding krijgt), de verspreiding van de Mithras-religie, het Gnosticisme, de Tweede sofistiek en de kanonieke en apocriefe geschriften van het Nieuwe Testament. Hij bedt het opkomende Christendom dus in in de Hellenistische kultuur. Het Christendom vond enerzijds de mentaliteit reeds door de Stoa geprepareerd, en is anderzijds zelf door de stoïsche moraal beïnvloed. Verder heeft de kerk gebruikgemaakt van het Neoplatonisme in haar theologie waar het de hemelse hiërarchieën betreft.
Wendland ziet het Hellenisme ook als de bemiddelaar tussen de klassieke Griekse cultuur en de 'moderne' kultuur: omdat wij door het Hellenisme gevormd zijn, is de klassiek Griekse oudheid voor ons begrijpelijk. Bestudering van het Hellenisme is dus ook een bestudering van onze eigen wortels.
Verder is Wendland bekend van zijn editie van de werken van Philo (samen met Leopold Cohn en Siegfried Reiter). Tevens heeft hij bijgedragen aan de Einleiting in die Altertumswissenschaft van Alfred Gercke en Eduard Norden, en aan de uitgave van de Griekse commentaren op Aristoteles.